# Rezerwat przyrody Stary Zagaj
Rezerwat przyrody Stary Zagaj – rezerwat leśny na terenie gminy Lipno w województwie kujawsko-pomorskim. Jest położony na gruntach zarządzanych przez Nadleśnictwo Skrwilno. Został utworzony w 2001 roku i zajmuje powierzchnię 130,50 ha. Celem ochrony rezerwatu jest zachowanie lasów liściastych o cechach naturalnych. Drzewostan tworzą tu przeważnie dąbrowy świetliste. Kompleks tych lasów w stosunku do innych, występujących na obszarze Wysoczyzny Dobrzyńskiej, jest bardzo duży. Pod ochroną znalazło się wiele roślin przeważnie runa leśnego.
Według najnowszych zadań ochronnych ustanowionych w roku 2017 na okres trzech lat, cały obszar rezerwatu podlega ochronie ścisłej.
Do rezerwatu prowadzi dydaktyczna ścieżka przyrodniczo-leśna „Na Stary Zagaj” o łącznej długości (tam i z powrotem) około 13 km.

## Flora
- miodunka wąskolistna
- wilczomlecz słodki
- bluszcz pospolity
- lilia złotogłów